# Soljanka
Soljanka je začinjena i kisela juha u ruskoj i ukrajinskoj kuhinji. Do 19. stoljeća se u Rusiji koristio i naziv seljanka, što bi u hrvatskom jeziku imalo približno isto značenje.
Postoje tri vrste soljanke: s mesom, gljivama i ribom. Pri svakom načinu spravljanja se koriste i kiseli krastavci, kupus, rasol, vrhnje, kopar i usoljene gljive. Juha se spravlja tako da se kiseli krastavci kuhaju u rasolu prije dodataka ostalih sastojaka.

## Vanjske poveznice
|  | Wikiknjige imaju gradivo o temi WikiKuharica/Recepti/Soljanka |